# Comuna Kozliv, Lokaci
Kozliv (în ucraineană Козлів) este o comună în raionul Lokaci, regiunea Volînia, Ucraina, formată din satele Kozliv (reședința), Rohovîci, Țevelîci și Tvorînîci.

## Demografie
Componența lingvistică a satului Kozliv
     Ucraineană (99,68%)
     Alte limbi (0,32%)
Conform recensământului din 2001, majoritatea populației satului Kozliv era vorbitoare de ucraineană (99,68%), existând în minoritate și vorbitori de alte limbi.